# Akceleracjonizm
Akceleracjonizm (ang. accelerationism, od słowa acceleration czyli „przyspieszenie”) – szereg marksistowskich i reakcyjnych idei w teorii krytycznej i społecznej, które wzywają do drastycznej intensyfikacji wzrostu kapitalistycznego, zmian technologicznych, sabotażu infrastruktury i innych procesów społecznych w celu zdestabilizowania istniejących systemów i stworzenia radykalnej transformacji społecznej.
W znaczeniu współczesnym, termin ten jest używany w odniesieniu do opisania radykalnej ideologii wywodzącej się z amerykańskiego neonazizmu z lat 80. XX wieku. Tak rozumiany akceleracjonizm dąży z założenia do siłowego obalenia elit liberalno-globalistycznych, które postrzega jako wroga dążącego do pauperyzacji klasy średniej oraz wyeliminowania białych heteroseksualnych mężczyzn. Jako owych wrogów akceleracjonizm neonazistowski postrzega m.in. rządy państw (jako opanowane przez globalistów i liberałów), policjantów, feministki, Żydów, muzułmanów, Sikhów, imigrantów, szkolnych prześladowców, działaczy LGBT, liberalno-lewicowych postmodernistów, dziennikarzy, lekarzy oraz wielkie międzynarodowe korporacje. Siłowe obalenie tychże elit globalistycznych miałoby się dokonać, zdaniem akceleracjonistów, poprzez zasianie anarchii, niezgody pomiędzy grupami społecznymi i ogólnego chaosu w społeczeństwie. Najbardziej radykalne grupy akceleracjonistów (na przykład organizacja terrorystyczna Atomwaffen Division oraz jej główny ideolog James Nolan Mason) popierają w myśl tej zasady stosowanie środków takich jak morderstwa, gwałty i tortury popełnianie na niewinnych ludziach w celu ekstremalnego zastraszenia rządzących elit i wywołania sprzyjających do działania warunków takich jak dezinformacja i chaos. Zjawisko jest też łączone z takimi ideologiami jak rasizm (święta wojna rasowa), neonazizm, satanizm czy biała supremacja oraz z ideologią niektórych grup społecznych takich jak alt-prawicowcy, incele czy naśladowcy Columbine, które do tak rozumianego akceleracjonizmu domieszały dodatkowo idee takie jak mizoginia czy sprzeciw wobec konsumpcjonizmu i walka wyrzutków ze szkolnymi prześladowcami.

## Charakterystyka
Termin ten odnosi się również do postmarksistowskiej idei, że z powodu wewnętrznych sprzeczności i niestabilności kapitalizmu, zniesienie tego systemu i struktur klasowych może być spowodowane jego przyspieszonym rozwojem. Różne idee, w tym idea deterytorializacji Gillesa Deleuze'a i Félixa Guattariego, propozycje Jeana Baudrillarda dotyczące „strategii fatalnych” oraz aspekty teoretycznych systemów i procesów opracowanych przez angielskiego filozofa, teoretyka neoreakcjonizmu, Nicka Landa, mają decydujący wpływ na akceleracjonizm, którego celem jest analiza, a następnie promowanie społecznych, ekonomicznych, kulturowych i libidinalnych sił składających się na proces akceleracji.
Jednocześnie idea akceleracjonizmu odrzuca współczesną politykę, jako niezdolną do działania. Alex Williams oraz Nick Srnicek Manifeście akceleracjonistycznym stwierdzili: „Mimo coraz szybciej zbliżających się kataklizmów polityka nie jest zdolna do tworzenia nowych idei i organizacji, do zapoczątkowania zmiany społecznej, która pozwoliłaby nam zmierzyć się z groźbą unicestwienia. Kryzys nabiera siły i prędkości, tymczasem polityka słabnie i zwalnia. Paraliż politycznej wyobraźni sprawił, że nawet przyszłość została anulowana”. Natomiast Nick Srnicek charakteryzuje akceleracjonizm jako formę przeciwdziałania pracy w systemie kapitalistycznym: „Z mojego punktu widzenia, akceleracjonizm w życiu codziennym polegałby na wykształceniu prawdziwej nienawiści do pracy w ten sposób, żeby ludzie przypomnieli sobie, jak straszna jest konieczność zarabiania pieniędzy i zaczęli myśleć o tym, dlaczego spędzają tyle czasu w pracy i są od niej tak zależni”
Akceleracjonizm był od tego czasu traktowany jako spektrum ideologiczne podzielone na wzajemnie sprzeczne warianty lewicowe i prawicowe. Oba opowiadają się za nieokreśloną intensyfikacją kapitalizmu i jego struktur, a także warunkami do rozwoju technologicznego, który w hipotetycznym punkcie w czasie, stałaby się niekontrolowany i nieodwracalny.
Jednak termin ten, w sposób mocno odróżniający się od pierwotnych teoretyków akceleracjonizmu, zaczął być współcześnie używany przez ekstremistów, takich jak neofaszyści, neonaziści, biali nacjonaliści, biali suprematyści i antyliberałowie, w coraz większym stopniu. Odnosił się on do „przyspieszenia” konfliktów rasowych, narodowościowych i klasowych poprzez zabójstwa, morderstwa i ataki terrorystyczne skierowane przeciwko m.in. czarnoskórym, Żydom, działaczom LGBT, miliarderom, wielkim korporacjom itd. jako sposób na brutalne osiągnięcie białego etnopaństwa wolnego od wpływów wielkiego kapitału i liberalnych lobby wspierających różne mniejszości. Ta forma akceleracjonizmu łączy w sobie doktryny zarówno skrajnie prawicowe (nienawiść do mniejszości, neonazizm), jak i skrajnie lewicowe (nienawiść do wielkich koncernów, grup wpływu i osób bogatych oraz prześladowców postrzeganych jako ci, którym się powiodło). Jej spoiwem jest skrajny antyliberalizm i poczucie krzywdy wśród nieprzystosowanych, często młodych osób, które czują się pozostawione przez system i szykanowane przez społeczeństwo.